# جيوفري هودسون
جيوفري هودسون (24 يوليو 1938 - ) (بالإنجليزية: Geoffrey Hodgson)‏ هو لاعب كريكت بريطاني.